# Butler, Indiana
Butler är en ort i DeKalb County i delstaten Indiana, USA.